# شافرانوو
شافرانوو (به لاتین: Shafranovo) یک منطقهٔ مسکونی در روسیه است که در باشقیرستان واقع شده‌است.